# Park Grūtas
Park Grūtas (litovsko Grūto parkas) je muzej na prostem v vasi Grūtas na jugu Litve, v katerem so razstavljeni ideološki ostanki iz obdobja Sovjetske zveze. Ustanovil ga je litovski podjetnik Viliumas Malinauskas, znan kot »kralj gob«, in odprl 1. aprila 2001.
Park je urejen v močvirnatem gozdu v bližini zdraviliškega mesta Druskininkai v južnolitovski pokrajini Dzūkiji, znotraj istoimenskega narodnega parka. V njem je mesto našla množica kipov iz sovjetskega obdobja, ki so jih po razpadu države odstranili iz središč mest. Kipi so razstavljeni po skupinah glede na vloge, ki so jih imele upodobljene osebnosti v Sovjetski zvezi. Osebnosti in njihova dejanja so predstavljena na trojezičnih informativnih tablah (v litovščini, angleščini in ruščini), pri čemer je projekt podprl Muzej okupacije in boja za svobodo iz Vilne. 
Z bodečo žico, barakami in opazovalnimi stolpi park posnema sovjetska kazenska taborišča; na vhodu v park stoji replika živinskega vagona, s kakršnimi so prevažali izgnane ljudi. V parku delujejo trgovina s spominki in kavarne, opremljene s sovjetskimi relikvijami, in majhen živalski vrt za otroke.
Park je zasnovan kot predstavitev in za ohranitev spomina na obdobje Sovjetske zveze v okolju, simbolično omejenem in neobičajnem za propagandne kipe. Projekt se je ob ustanovitvi soočal z ostrim nasprotovanjem dela javnosti in je za nekatere tudi danes kontroverzen. Za ustanovitev parka je Malinauskas leta 2001 prejel satirično Ig Nobelovo nagrado za nenavadne ali trivialne dosežke v znanosti. Sčasoma je park začel privabljati številne turiste.